# Godefroy Maurice de La Tour d'Auvergne
Godefroy Maurice de La Tour d'Auvergne, duca di Bouillon (21 giugno 1636 – Parigi, 26 luglio 1721), è stato un nobiluomo francese e membro del Casato di La Tour d'Auvergne, una delle più importanti famiglie di Francia di quel tempo. Sposò Maria Anna Mancini, nipote del Cardinale Mazzarino ed ebbe sette figli.

## Biografia

### Infanzia
Figlio di Frédéric Maurice de La Tour d'Auvergne, duc de Bouillon, ed Éléonore de Bergh, era il secondo di undici figli. Sua sorella maggiore Élisabeth (1635–1680) sposò Carlo III d'Elbeuf. Il suo fratello era Emmanuel Théodose de La Tour d'Auvergne.
Fu il primo del suo casato a divenire Gran ciambellano di Francia, carica che tenne dal 1658 al 1715.

### Matrimonio
Sposò Maria Anna Mancini la nipote più giovane del Cardinale Mazzarino ed una delle celebri Mazarinettes. Le sorelle di sua moglie erano:
- Laura (1636–1657), la maggiore, sposò Luigi di Borbone, Duca di Vendôme e divenne la madre del famoso generale francese Luigi Giuseppe, Duca di Vendôme
- Olimpia (1640-1708), sposò Eugenio Maurizio, Conte di Soissons e divenne la madre del famoso generale austriaco Eugenio di Savoia
- Maria (1639-1715), la terza sorella, era considerata la meno bella delle sorella ma fu quella che strappò il prezzo più alto: Luigi XIV. Il giovane re era talmente infatuato di lei che voleva sposarla. Alla fine, fu costretto a riniunciare a lei, ed ella sposò il Principe Lorenzo Colonna che osservò che rimase sorpreso nello scoprirla vergine dato che no si aspettava di trovare "l'innocenza fra gli amori di un sovrano". (dal libro di Antonia Fraser Gli Amori del Re Sole)
- Ortensia (1646-1699), la bellezza di famiglia, che fuggì dal marito violento, Armand-Charles de la Porte, duc de La Meilleraye, ed andò a Londra dove divenne l'amante di Re Carlo II.

Uno dei fratelli di Maria Anna era Philippe Jules Mancini, un amante di Filippo di Francia, fratello di Luigi XIV. Lo zio di Maria Anna morì quando ella aveva tredici anni. La notte prima della morte del cardinale, il famoso maresciallo Turenne venne al suo capezzale per chiedere la mano di Maria Anna in vece di suo nipote, il giovane Godefroy Maurice, Duca di Bouillon.
La coppia fu unita in matrimonio in presenza della famiglia reale al Palazzo del Louvre a Parigi il 19 aprile 1662. Dal matrimonio nacquero sette figli, di cui solo tre ebbero discendenza. Sua moglie allevò suo nipote Luigi Giuseppe di Borbone figlio di Laura e Luigi di Borbone.

### Ultimi anni e morte
Sua moglie istituì un piccolo salotto nella sua nuova residenza, l'Hôtel de Bouillon, che aveva acquistato nel 1681. Egli sopravvisse alla moglie per sette anni. Gli successe il figlio Emmanuel Theodose come Duca di Bouillon.

## Discendenza
Godefroy Maurice e Maria Anna Mancini ebbero:
- Louis Charles de La Tour d'Auvergne, Principe di Turenne[2] (14 gennaio 1665–4 agosto 1692) morì ad Enghien, sposò Anne Geneviève de Lévis, figlia di Madame de Ventadour, senza figli;
- Maria Elisabetta de La Tour d'Auvergne, Mademoiselle de Bouillon (8 luglio 1666–24 dicembre 1725) nubile;
- Emanuele Teodosio de La Tour d'Auvergne, Duca di Bouillon (1668–17 aprile 1730) sposò in prime nozze Marie Armande de La Trémoille (1677–1717) con figli; sposò poi Louise Françoise Angélique Le Tellier (nipote del Louvois) con figli; si sposò per la terza volta con Anne Marie Christiane de Simiane (m.1722) con figli; poi con Luisa Enrichetta Francesca di Lorena (figlia del Conte di Harcourt) ed ebbe figli;
- Eugene Maurice de La Tour d'Auvergne, Principe di Château-Thierry (29 marzo 1669–23 novembre 1672) celibe;
- Frédéric Jules de La Tour d'Auvergne, Principe d'Auvergne (2 maggio 1672–1733) sposò Olive Catherine de Trantes ed ebbe figli;
- Louis Henri de La Tour d'Auvergne, Conte d'Évreux (2 agosto 1674–23 gennaio 1753) sposò Marie Anne Crozat, figlia di Antoine Crozat, non ebbe figli;
- Louise Julie de La Tour d'Auvergne, Mademoiselle de Château-Thierry (26 novembre 1679–21 novembre 1750) sposò François Armand, Principe di Guéméné da cui ebbe un solo figlio che morì all'età di 3 anni.[2]

### Unioni con la famiglia di La Trémoille
- Suo figlio maggiore Emanuele Teodosio (1668–1730) sposò Marie Armande de La Trémoille (1677–1717), figlia di Charles Belgique Hollande de La Trémoille. Emanuele Teodoso e Marie Armande furono genitori di:
- Marie Hortense Victoire de La Tour d'Auvergne (1704–1741) che sposò il suo primo cugino Charles Armand René de La Trémoille.

Precedenti alleanze tra i La Tour d'Auvergne e i La Tremoille includono i seguenti matrimoni:
- Claude de La Trémoille (1566–1604) con la contessa Carlotta Brabantina di Nassau (1580–1631), sorella della contessa Elisabetta di Nassau, moglie di Henri de La Tour d'Auvergne, Duca di Bouillon)
- Henri de La Trémoille (1598–1674) con sua zia Marie de La Tour d'Auvergne (1601–1665)

## Titoli e trattamento
- 21 giugno 1636 – 9 agosto 1652: Sua Altezza, il Principe di Turenne
- 9 agosto 1652 – 26 luglio 1721: Sua Altezza, il Duca di Bouillon

## Ascendenza
|                                           |                             |                                      | Genitori                                  |  |  | Nonni |  |  | Bisnonni                              |  |  | Trisnonni                  |  |
|                                           |                             |                                      |                                           |  |  |       |  |  | 8. François III de La Tour d'Auvergne |  |  | 16. François II de La Tour |  |
|                                           |                             |                                      |                                           |  |  |       |  |  | 8. François III de La Tour d'Auvergne |  |  | 16. François II de La Tour |  |
|                                           |                             | 17. Anne de La Tour                  |                                           |  |  |       |  |  | 8. François III de La Tour d'Auvergne |  |  |                            |  |
| 4. Henri de La Tour d'Auvergne            |                             |                                      |                                           |  |  |       |  |  | 8. François III de La Tour d'Auvergne |  |  |                            |  |
|                                           |                             | 9. Éléonore de Montmorency           | 18. Anne de Montmorency                   |  |  |       |  |  |                                       |  |  |                            |  |
|                                           |                             | 9. Éléonore de Montmorency           | 18. Anne de Montmorency                   |  |  |       |  |  |                                       |  |  |                            |  |
|                                           |                             | 9. Éléonore de Montmorency           | 19. Maddalena di Savoia                   |  |  |       |  |  |                                       |  |  |                            |  |
| 2. Frédéric Maurice de La Tour d'Auvergne |                             | 9. Éléonore de Montmorency           |                                           |  |  |       |  |  |                                       |  |  |                            |  |
|                                           |                             | 10. Willem I van Oranje              | 20. Willem I van Nassau-Dillenburg        |  |  |       |  |  |                                       |  |  |                            |  |
|                                           |                             | 10. Willem I van Oranje              | 20. Willem I van Nassau-Dillenburg        |  |  |       |  |  |                                       |  |  |                            |  |
|                                           |                             | 10. Willem I van Oranje              | 21. Juliana zu Stolberg                   |  |  |       |  |  |                                       |  |  |                            |  |
| 5. Elisabeth Flandrika van Nassau         |                             | 10. Willem I van Oranje              |                                           |  |  |       |  |  |                                       |  |  |                            |  |
|                                           |                             | 11. Charlotte de Bourbon-Montpensier | 22. Louis III de Bourbon-Montpensier      |  |  |       |  |  |                                       |  |  |                            |  |
|                                           |                             | 11. Charlotte de Bourbon-Montpensier | 22. Louis III de Bourbon-Montpensier      |  |  |       |  |  |                                       |  |  |                            |  |
|                                           |                             | 11. Charlotte de Bourbon-Montpensier | 23. Jacqueline de Longwy                  |  |  |       |  |  |                                       |  |  |                            |  |
| 1. Godefroy Maurice de La Tour d'Auvergne |                             | 11. Charlotte de Bourbon-Montpensier |                                           |  |  |       |  |  |                                       |  |  |                            |  |
|                                           | 12. Willem IV van den Bergh | 24. Oswald II van den Bergh          |                                           |  |  |       |  |  |                                       |  |  |                            |  |
|                                           | 12. Willem IV van den Bergh | 24. Oswald II van den Bergh          |                                           |  |  |       |  |  |                                       |  |  |                            |  |
|                                           | 12. Willem IV van den Bergh | 25. Elisabeth van Heeckeren          |                                           |  |  |       |  |  |                                       |  |  |                            |  |
| 6. Frederik van den Bergh                 | 12. Willem IV van den Bergh |                                      |                                           |  |  |       |  |  |                                       |  |  |                            |  |
|                                           |                             | 13. Maria van Nassau                 | 26. Willem I van Nassau-Dillenburg (= 20) |  |  |       |  |  |                                       |  |  |                            |  |
|                                           |                             | 13. Maria van Nassau                 | 26. Willem I van Nassau-Dillenburg (= 20) |  |  |       |  |  |                                       |  |  |                            |  |
|                                           |                             | 13. Maria van Nassau                 | 27. Juliana zu Stolberg (= 21)            |  |  |       |  |  |                                       |  |  |                            |  |
| 3. Eleonora van den Bergh                 |                             | 13. Maria van Nassau                 |                                           |  |  |       |  |  |                                       |  |  |                            |  |
|                                           |                             | 14. Eustache de Ravenel              | 28. Claude de Ravenel                     |  |  |       |  |  |                                       |  |  |                            |  |
|                                           |                             | 14. Eustache de Ravenel              | 28. Claude de Ravenel                     |  |  |       |  |  |                                       |  |  |                            |  |
|                                           |                             | 14. Eustache de Ravenel              | 29. Françoise d'Angennes                  |  |  |       |  |  |                                       |  |  |                            |  |
| 7. Françoise de Ravenel                   |                             | 14. Eustache de Ravenel              |                                           |  |  |       |  |  |                                       |  |  |                            |  |
|                                           |                             | 15. Marie de Renty                   | 30. Oudart de Renty                       |  |  |       |  |  |                                       |  |  |                            |  |
|                                           |                             | 15. Marie de Renty                   | 30. Oudart de Renty                       |  |  |       |  |  |                                       |  |  |                            |  |
|                                           |                             | 15. Marie de Renty                   | 31. Marie de Recourt                      |  |  |       |  |  |                                       |  |  |                            |  |
|                                           |                             | 15. Marie de Renty                   |                                           |  |  |       |  |  |                                       |  |  |                            |  |